# Liste von Stätten des Jiuhua Shan

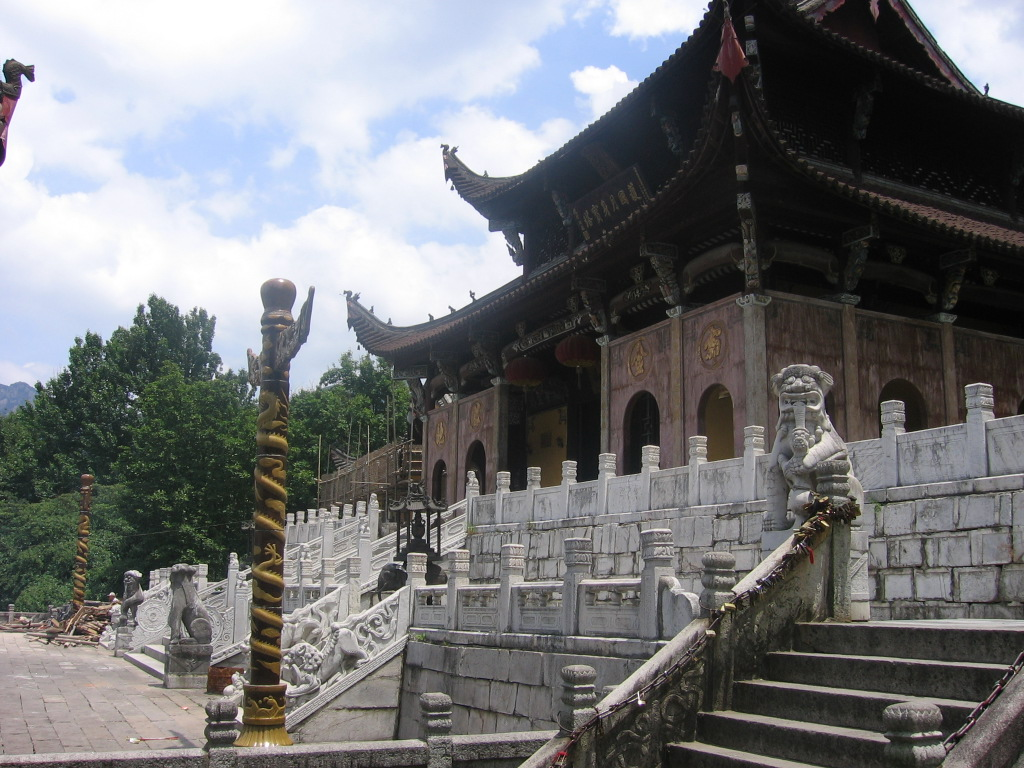
Roushen-Tempel

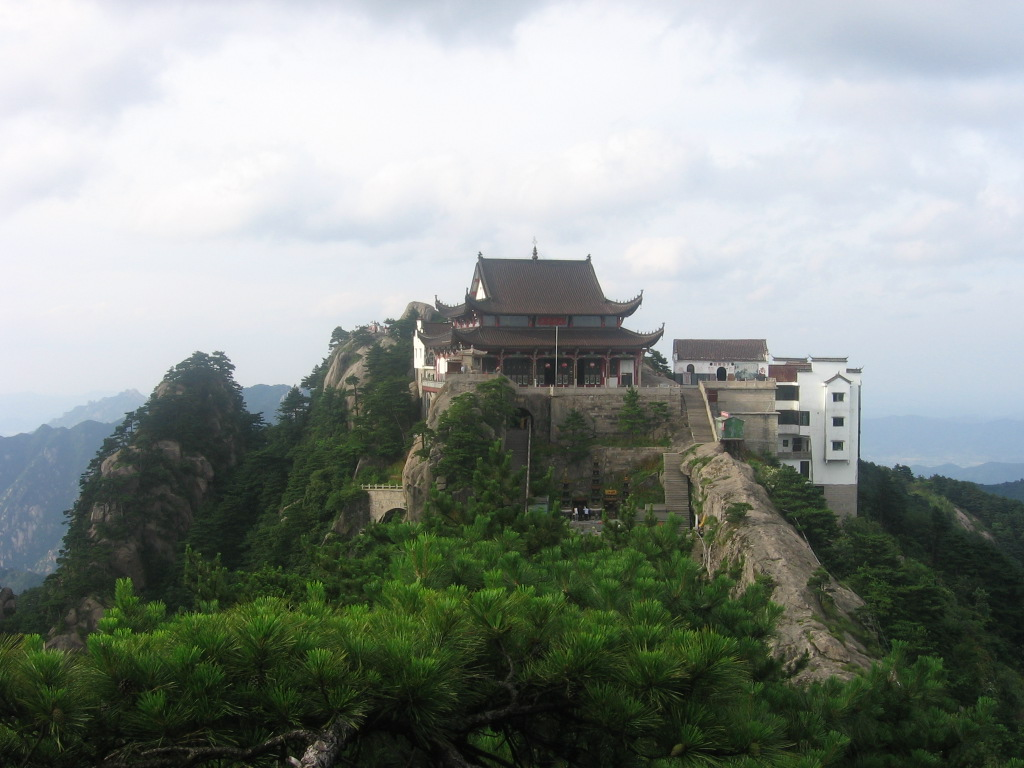
Tiantai-Tempel

Dies ist eine Liste von Stätten des Jiuhua Shan. Das Gebirge (siehe Hauptartikel Jiuhua Shan 九华山) in der chinesischen Provinz Anhui zählt zu den  Vier heiligen Bergen  des Buddhismus in China. Es ist eine wichtige Pilgerstätte und ein vielbesuchtes touristisches Reiseziel. Den Schwerpunkt der Liste bilden buddhistische Stätten, insbesondere buddhistische Tempel.
Die Tempel  Huacheng si 化城寺, Roushen dian 肉身殿, Baisui gong 百岁宫, Ganlu si 甘露寺, Zhiyuan si 祗园寺, Tiantai si 天台寺, Zhantan lin 旃檀林, Huiju si 慧居寺, Shangchan tang 上禅堂 zählen zu den Nationalen Schwerpunkttempeln des Buddhismus in han-chinesischen Gebieten.
Ein Großteil der Gebäude steht unter Denkmalschutz (vgl. Denkmäler der Volksrepublik China und Denkmäler der Provinz Anhui).

## Übersicht
Pinyin/chinesisch (Kurzzeichen) – Nationale Schwerpunkttempel des Buddhismus in han-chinesischen Gebieten sind mit einem Sternchen (*) gekennzeichnet.
- Baisui gong 百岁宫 *
- Ganlu si 甘露寺 *
- Huacheng si 化城寺 *
- Huiju si 慧居寺 *
- Roushen dian 肉身殿 *
- Shangchan tang 上禅堂 *
- Tiantai si 天台寺 *
- Zhantan lin 旃檀林 *
- Zhiyuan si 祗园寺 *